# Frontière entre l'Albanie et le Monténégro
La frontière entre l'Albanie et le Monténégro est la frontière séparant l'Albanie et le Monténégro.
Lorsqu'elle devient indépendante, en 1912, l'Albanie possède une frontière avec le royaume du Monténégro. Ce dernier est absorbé par la Serbie en 1918, prélude à la réunion des Slaves du Sud au sein de la Yougoslavie ; la frontière albano-monténégrine devient alors une partie de la frontière entre l'Albanie et la Yougoslavie. Le Monténégro recouvre son indépendance en 2006, donnant naissance à une nouvelle frontière entre les deux États.